# Wykształcenie wyższe
Wykształcenie wyższe – wykształcenie uzyskane na uniwersytecie, uniwersytecie technicznym (politechnika) lub w innych ośrodkach szkolnictwa wyższego. Pojęcie wykształcenia wyższego obejmuje skończenie studiów wyższych (po szkole średniej) oraz dalsze studia lub badania prowadzące do uzyskania stopnia naukowego. Systemy szkolnictwa wyższego różnią się pomiędzy krajami, ale system nostryfikacji dyplomów opisuje równoważność stopni i tytułów naukowych.

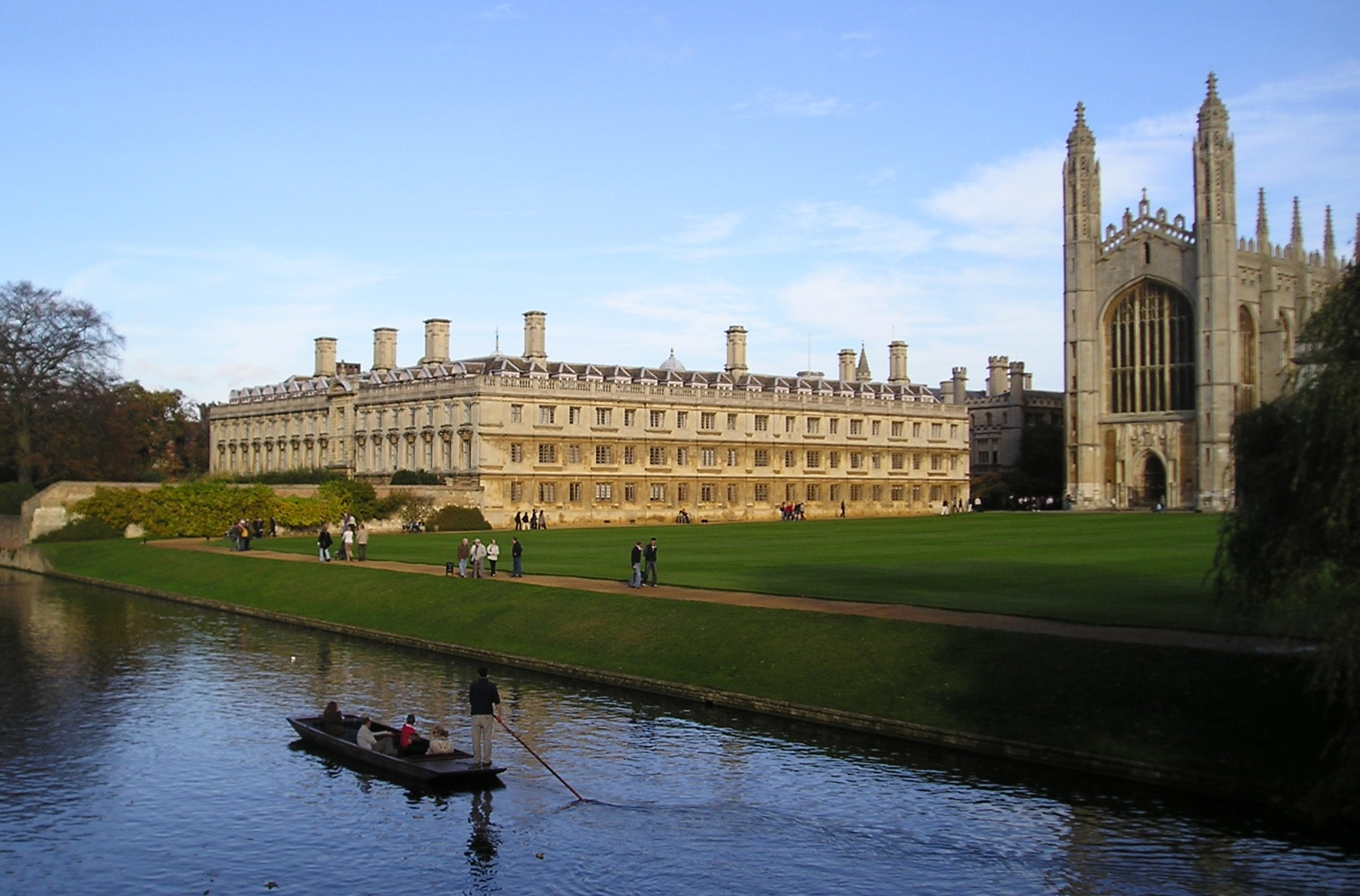
Uniwersytet w Cambridge w Wielkiej Brytanii – jeden z wielu uniwersytetów, na którym uzyskuje się wykształcenie wyższe

## System kształcenia
System wykształcenia wyższego i stopni naukowych w Europie jest harmonizowany na podstawie tzw. procesu bolońskiego, którego celem jest utworzenie europejskiego systemu stopni naukowych opartych na identycznych standardach i jakości. Deklaracja została podpisana w 1999 roku. System ten będzie oparty na trzech stopniach: bakałarz (licencjat – 3 lata nauki lub inżynier – 3,5 – 4 lata nauki), magister (2 lata nauki) i doktor (4 lata nauki).
Podobny system jest obecnie używany w Stanach Zjednoczonych, Kanadzie, Australii i Nowej Zelandii. W USA bachelor (4 lata), master (2), doctor (stopień naukowy: np. Ph.D lub D.Sc.) (4 lata +), doctor [tytuł zawodowy; np. MD, JD, DBA, Ed.D, Psych.D] (min. 3 lata).
Polska podpisała deklarację bolońską i jest członkiem European Higher Education Area (EHEA).

## Prestiż społeczny
W Polsce do niedawna zawody wymagające wyższego wykształcenia znajdowały się na czele rankingu profesji darzonych największym szacunkiem – w Polsce przyjęło się je określać „inteligenckie” (profesor uniwersytetu, inżynier, lekarz, nauczyciel, sędzia). Jednakże w ostatnim okresie zawody „inteligenckie” tracą znacząco prestiż społeczny na rzecz zawodów przedsiębiorczych i wymagających praktycznych kwalifikacji zawodowych. Trend ten utrzymuje się od 15 lat. W 2013 roku w pierwszej piątce zawodów darzonych największym szacunkiem tylko jeden wymagał wyższego wykształcenia (profesor uniwersytetu), w porównaniu z czterema w 1999 roku i dwoma w 2008 roku.

## Socjoekonomia

### Polska
Uzyskanie wyższego wykształcenia poprawia perspektywy na rynku pracy. Im wyższy poziom wykształcenia, tym mniejsze ryzyko bezrobocia. Osoby z wyższym wykształceniem rzadziej tracą zatrudnienie, a jeżeli już tak się stanie – krócej szukają nowego zajęcia. W 2009 roku zaledwie 7,4% spośród pracujących w wieku 25–64 lata zakończyło edukację na poziomie szkoły podstawowej, zaś udział osób z wykształceniem wyższym wśród pracujących wyniósł w tym czasie 26,8%. Oznacza to, że osoby lepiej wykształcone są wyraźnie nadreprezentowane w populacji pracujących, a osoby z wykształceniem podstawowym i niepełnym wyraźnie niedoreprezentowane.
Wyższe wykształcenie to na ogół lepsze zarobki. W 2008 roku przeciętne miesięczne wynagrodzenie brutto ogółem wyniosło około 3179 zł. Osoby z wyższym wykształceniem zarabiały niemal 4480 zł, czyli o ponad 57% więcej niż osoby, które zakończyły edukację na poziomie technikum lub szkoły policealnej, i ponad dwukrotnie więcej w stosunku do będących w najgorszej sytuacji osób z wykształceniem podstawowym.
Różnice w wysokości osiąganych wynagrodzeń w Polsce pomiędzy osobami o najniższym i najwyższym poziomie wykształcenia powiększały się systematycznie w okresie transformacji. W 1988 roku wynagrodzenia osób z wyższym wykształceniem były przeciętnie o 37% wyższe niż płace pracowników z wykształceniem podstawowym (Rutkowski, 1996), a w 2004 roku różnice te sięgały już niemal 120%. Ostatnie kilka lat przyniosło jednak wyhamowanie dynamiki tych procesów – w 2008 roku odnotowano różnicę rzędu 106%. Jeżeli za punkt odniesienia zostanie przyjęty poziom wyższy średni z klasyfikacji ISCED, a populacja pracujących zostanie ograniczona do osób w wieku 25–64 lata, to relatywne wynagrodzenia osób, które ukończyły studia wyższe w Polsce, w 2006 roku były jednymi z najwyższych w krajach OECD (różnica 73% w stosunku do osób w wykształceniem średnim). Wyższe dysproporcje występowały jedynie na Węgrzech (120%) oraz w Czechach, Portugalii i Stanach Zjednoczonych (około 76–83%). Z drugiej strony, płace osób o najniższych kwalifikacjach były w Polsce tylko o 16% niższe niż płace osób o wykształceniu średnim.

### Stany Zjednoczone
Wartość wyższego wykształcenia mierzy się w możliwościach zarobkowych. Według danych z marca 2005 z amerykańskiego biura spisu powszechnego (U.S. Census Bureau) osoby pomiędzy 25 a 34 rokiem życia, które ukończyły szkołę średnią zarabiają średnio rocznie 32 592 dolarów. Osoby z dyplomem ukończenia studiów wyższych zarabiały rocznie średnio 50 700 dolarów, a z doktoratem 65 937 dolarów. Natomiast lekarze i prawnicy (wykształcenie wyższe zawodowe) 87 732 dolarów. Należy jednak uwzględnić fakt, że osoby bez wyższego wykształcenia są szybciej na rynku pracy, mimo to osoba z dyplomem szkoły średniej zarobi w czasie całej swojej kariery 1,2 miliona dolarów, osoba z wykształceniem wyższym 2,1 miliona dolarów.

## Wykształcenie wyższe w Stanach Zjednoczonych
Wykształcenie wyższe w USA jest rozwiązaniem zbliżonym do systemu proponowanego w deklaracji bolońskiej. W USA początkowy system wykształcenia wyższego opiera się na czteroletnich studiach „undergraduate” zakończonych tytułem bachelor (porównywanym do polskiego tytułu licencjata, tj. 1. stopnia zawodowego) albo na program dwuletni na associate (technik). Następnie można studiować w szkole zaawansowanej „graduate”, gdzie uzyskuje się tytuł Masters (magister) lub tytuł doktora (Phd lub Doctor of Science) – aby uzyskać tytuł doktora, nie trzeba posiadać dyplomu masters. Inaczej niż w większości krajów na świecie, zaawansowane („graduate”) szkolnictwo wyższe w USA opiera się na bardzo strukturalnym programie wykładów i ukończenie tych studiów jest jednym z wymagań uzyskania masters degree lub doktoratu. W USA nie ma tytułu naukowego doktora habilitowanego i profesora, które są charakterystyczne dla systemu niemieckiego, rosyjskiego i polskiego.

## Wykształcenie wyższe w Polsce
W polskim systemie edukacji wykształcenie wyższe w przypadku studiów I stopnia (zawodowych) kończy się nadaniem tytułu licencjata lub inżyniera, w przypadku studiów II stopnia (magisterskich) albo jednolitych studiów magisterskich – nadaniem tytułu magistra (lub magistra inżyniera, magistra inżyniera architekta, magistra inżyniera architekta krajobrazu, magistra inżyniera pożarnictwa, magistra farmacji, magistra pielęgniarstwa, magistra położnictwa, magistra sztuki) lub równorzędnego (lekarza, lekarza dentysty, lekarza weterynarii).
Według raportu Głównego Urzędu Statystycznego z 2021 roku, 23,1% ludności w wieku 13 lat i więcej w Polsce posiadało wyższe wykształcenie (ok. 7,6 mln osób), wśród których 16,7% ogółu ludności posiadało tytuł magistra, magistra inżyniera lub równorzędny (ok. 5,5 mln osób).
Szkoły wyższe przyznają też stopnie naukowe doktora i doktora habilitowanego. W Polsce działa Rada Doskonałości Naukowej, a podstawą jej działalności jest Prawo o szkolnictwie wyższym i nauce.
Stopień doktora nadaje się osobie, która:
- ma tytuł zawodowy magistra, magistra inżyniera, lekarza lub inny równorzędny
- uzyskała efekty uczenia się dla kwalifikacji na poziomie 8 PRK, przy czym efekty uczenia się w zakresie znajomości nowożytnego języka obcego są potwierdzone certyfikatem lub dyplomem ukończenia studiów, poświadczającymi znajomość tego języka na poziomie biegłości językowej co najmniej B2,
- posiada w dorobku co najmniej
  - 1 artykuł naukowy opublikowany w czasopiśmie naukowym lub w recenzowanych materiałach z konferencji międzynarodowej, które w roku opublikowania artykułu w ostatecznej formie były ujęte w wykazie lub
  - monografię naukową wydaną przez wydawnictwo, które w roku opublikowania monografii w ostatecznej formie było ujęte w wykazie lub
  - dzieło artystyczne o istotnym znaczeniu
- przedstawiła i obroniła rozprawę doktorską
- spełniła inne wymagania określone przez podmiot doktoryzujący.

Natomiast do przewodu habilitacyjnego może być dopuszczona osoba, która posiada stopień doktora i uzyskała znaczny dorobek naukowy lub artystyczny, a ponadto przedstawiła rozprawę habilitacyjną, która powinna stanowić znaczący wkład autora w rozwój określonej dyscypliny naukowej lub artystycznej.
Stopień doktora habilitowanego jest charakterystyczny dla kilku krajów, m.in. Niemiec, Rosji, Polski i byłych krajów socjalistycznych, które przyjęły były system radziecki.